# Rosa longisepala
Rosa longisepala — вид рослин з родини трояндових (Rosaceae).

## Поширення
Ендемік Таджикистану.